# Caies (região)
Caies (Kayes) é uma região do Mali. Sua capital é a cidade de Caies.

## Círculos
- Bafulabé
- Diéma
- Kita
- Kéniéba
- Caies
- Nioro
- Yélimané